# رووزمانت (مریلند)
رووزمانت (به انگلیسی: Rosemont) شهری در ایالت مریلند کشور ایالات متحده آمریکا است که جمعیت آن در سرشماری سال ۲۰۱۰ میلادی، ۲۹۴ نفر بوده‌است.